# Озеро «Журавлине» (заказник)
О́зеро «Журавли́не» — гідрологічний заказник місцевого значення в Україні. Розташований у межах Полтавського району Полтавської області, в західній частині села Підозірка.
Площа 51 га (боліт — 38,3 га, озеро — 12,7 га). Статус присвоєно згідно з рішенням облради від 27.10.1994 року. Перебуває у віданні: Дейкалівська сільська рада.
Статус присвоєно для збереження водно-болотних угідь довколо озера на лівобережній заплаві річки Грунь (притока Грунь-Ташані). Місце гніздування водно-болотних птахів.

## Галерея

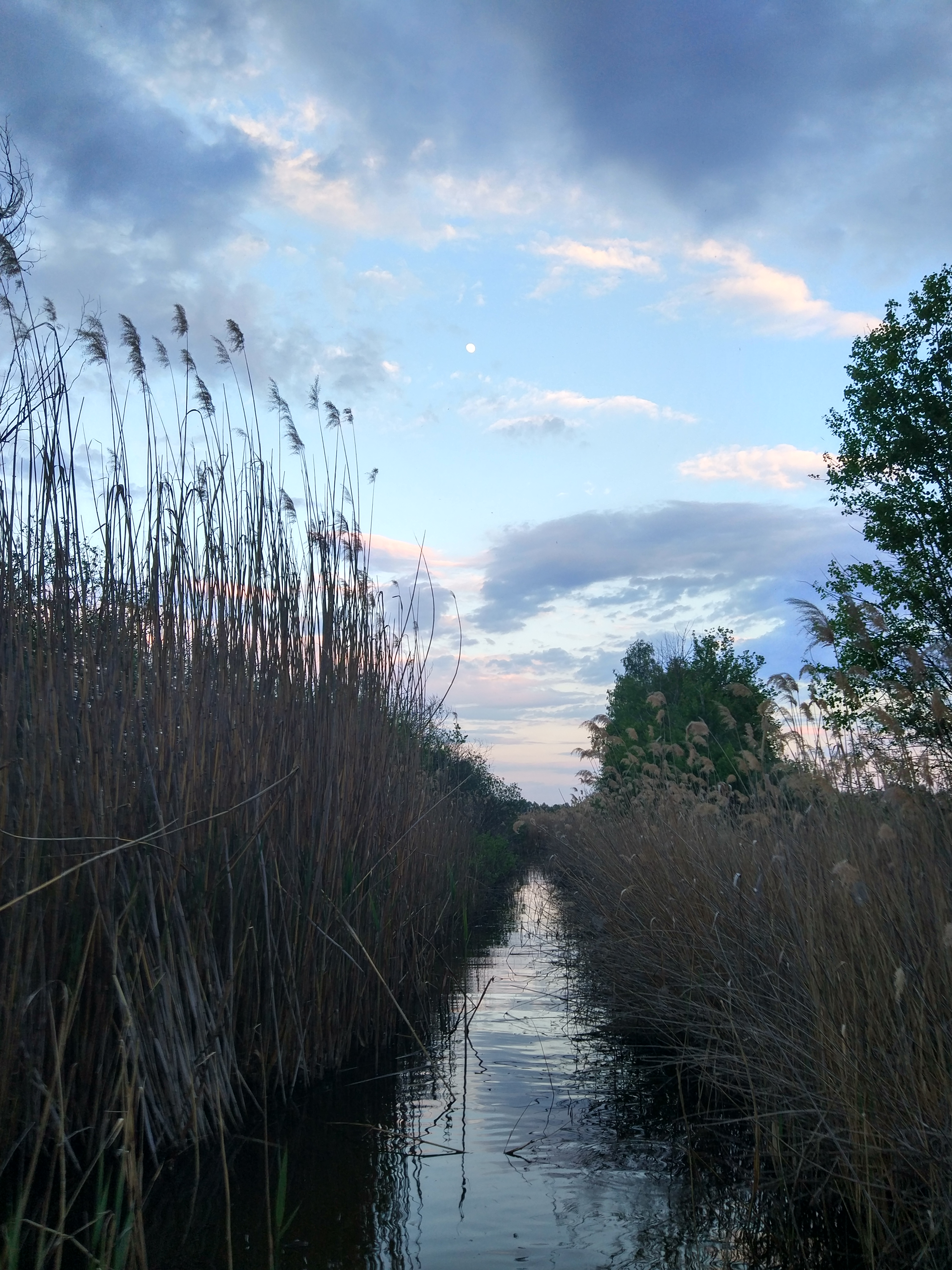
Головний канал, 2017 рік
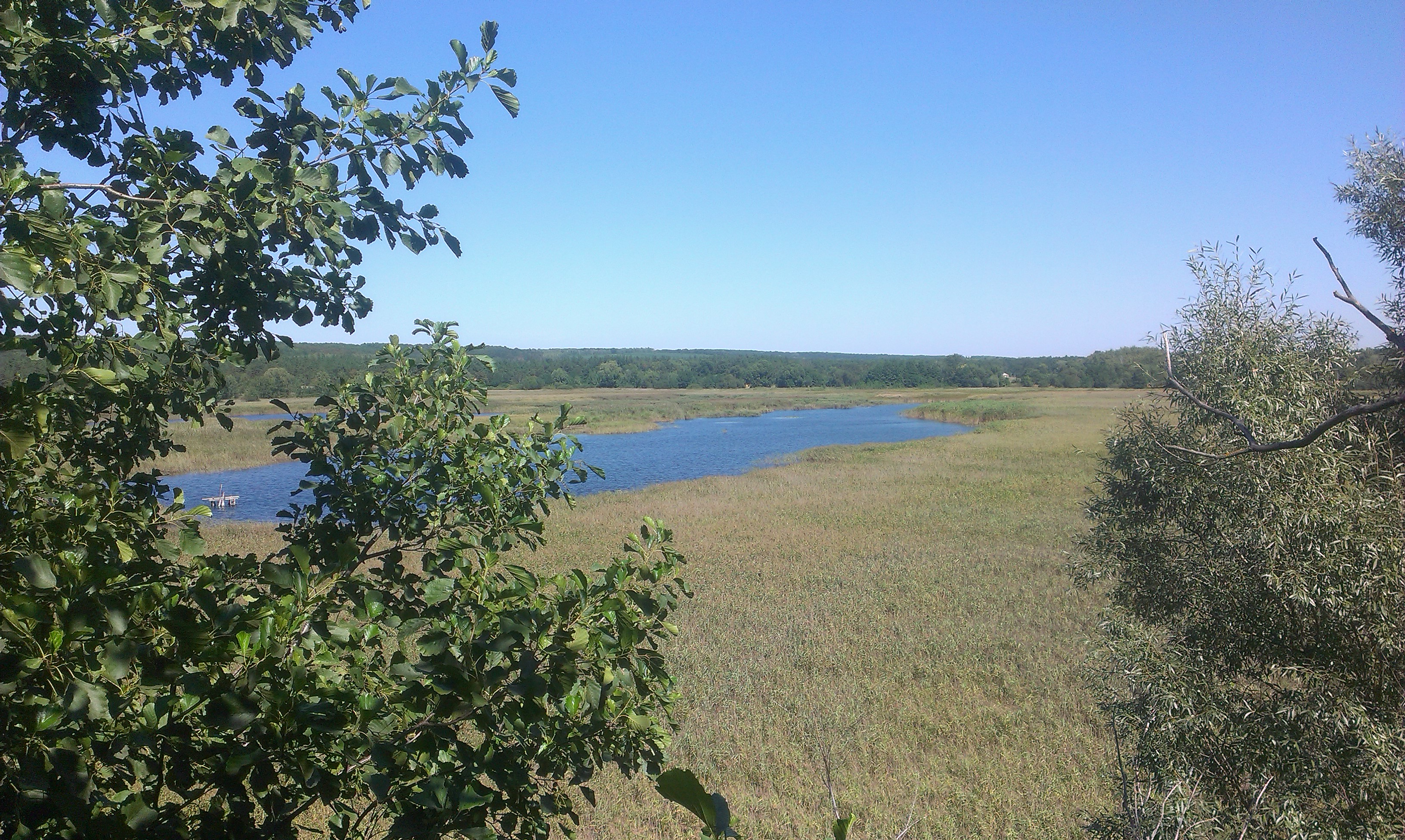
Одне із плес Журавлиного озера
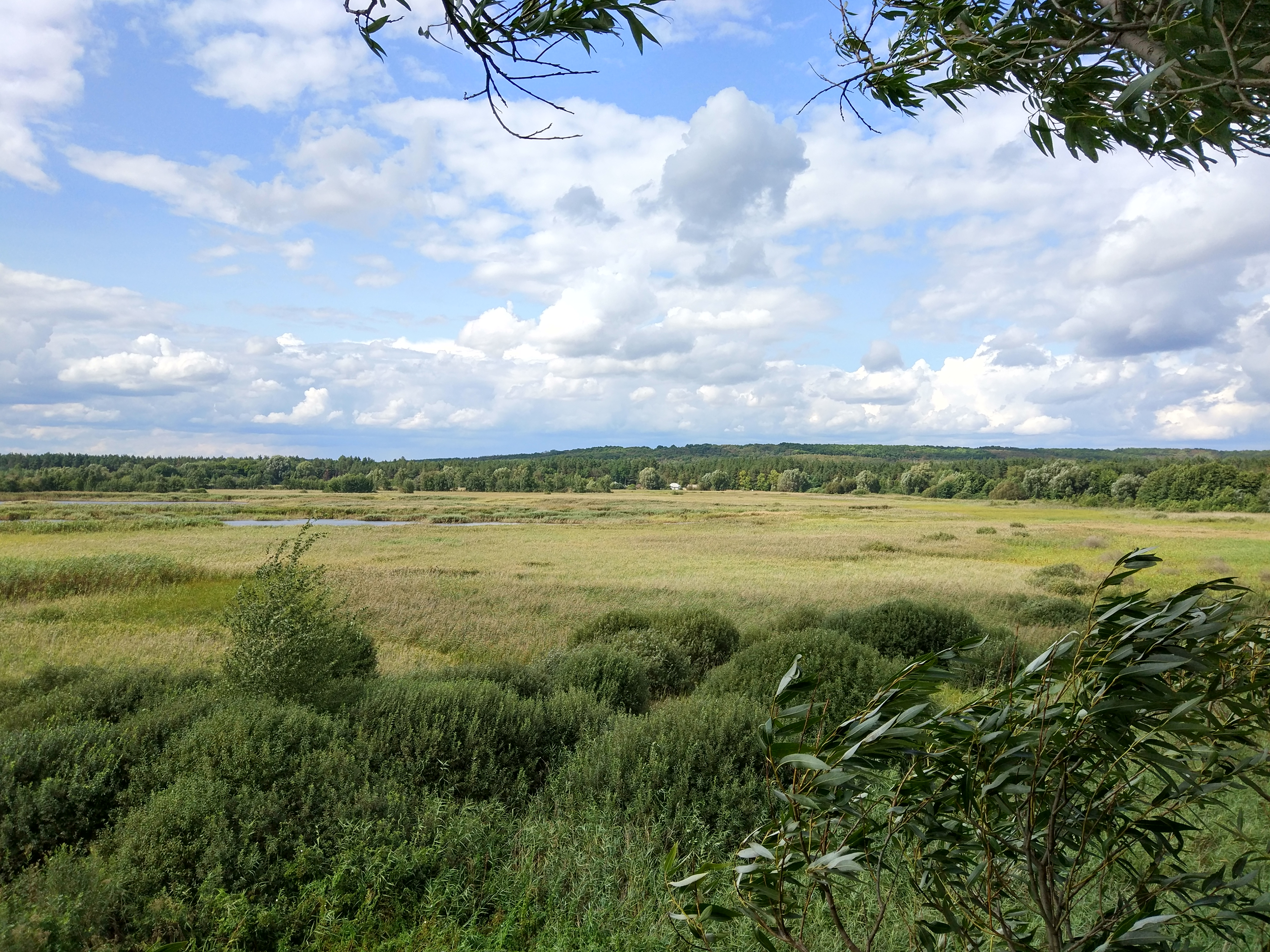
Краєвид на Журавлине озеро та Горшкову гору
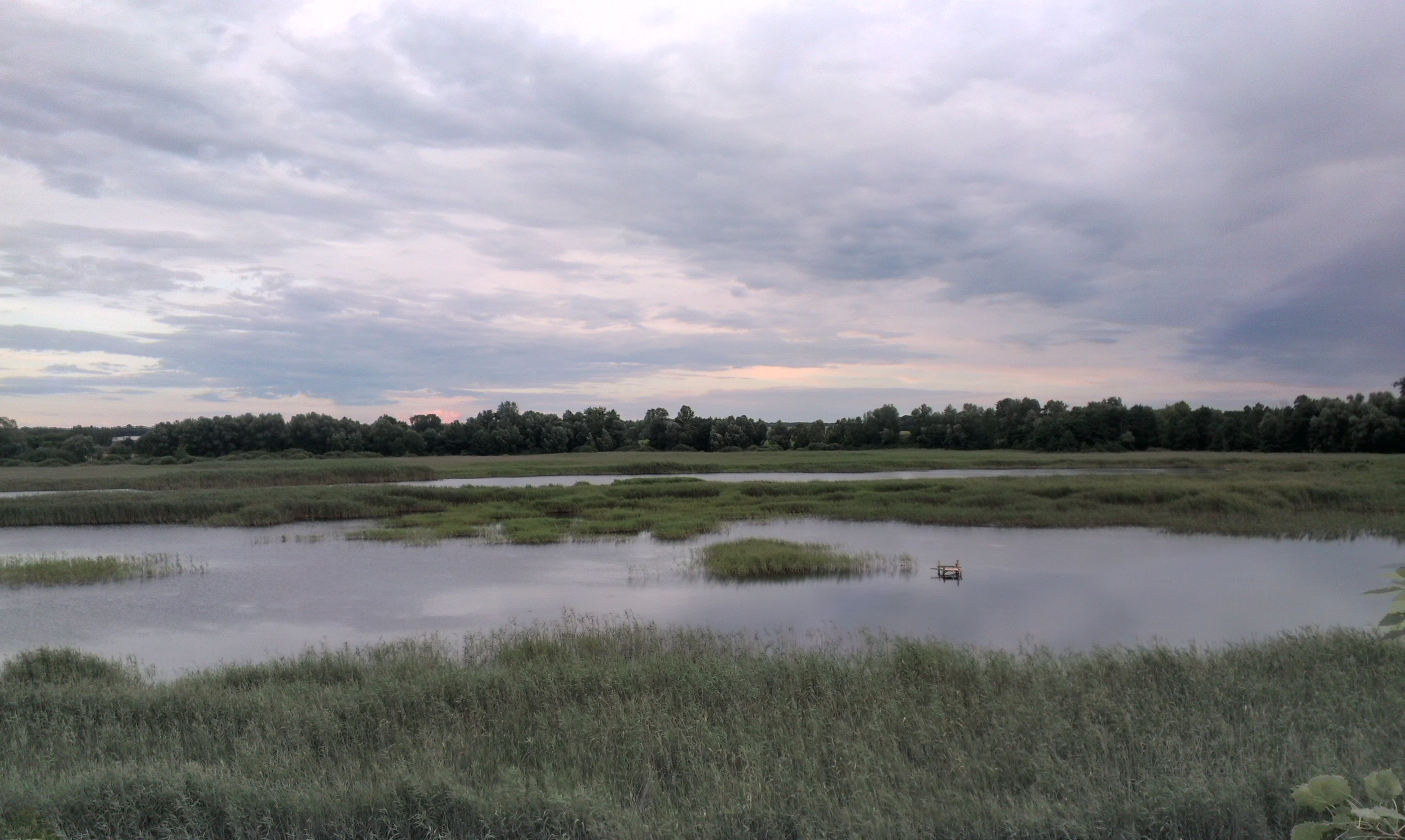
Журавлине озеро, 2016 рік
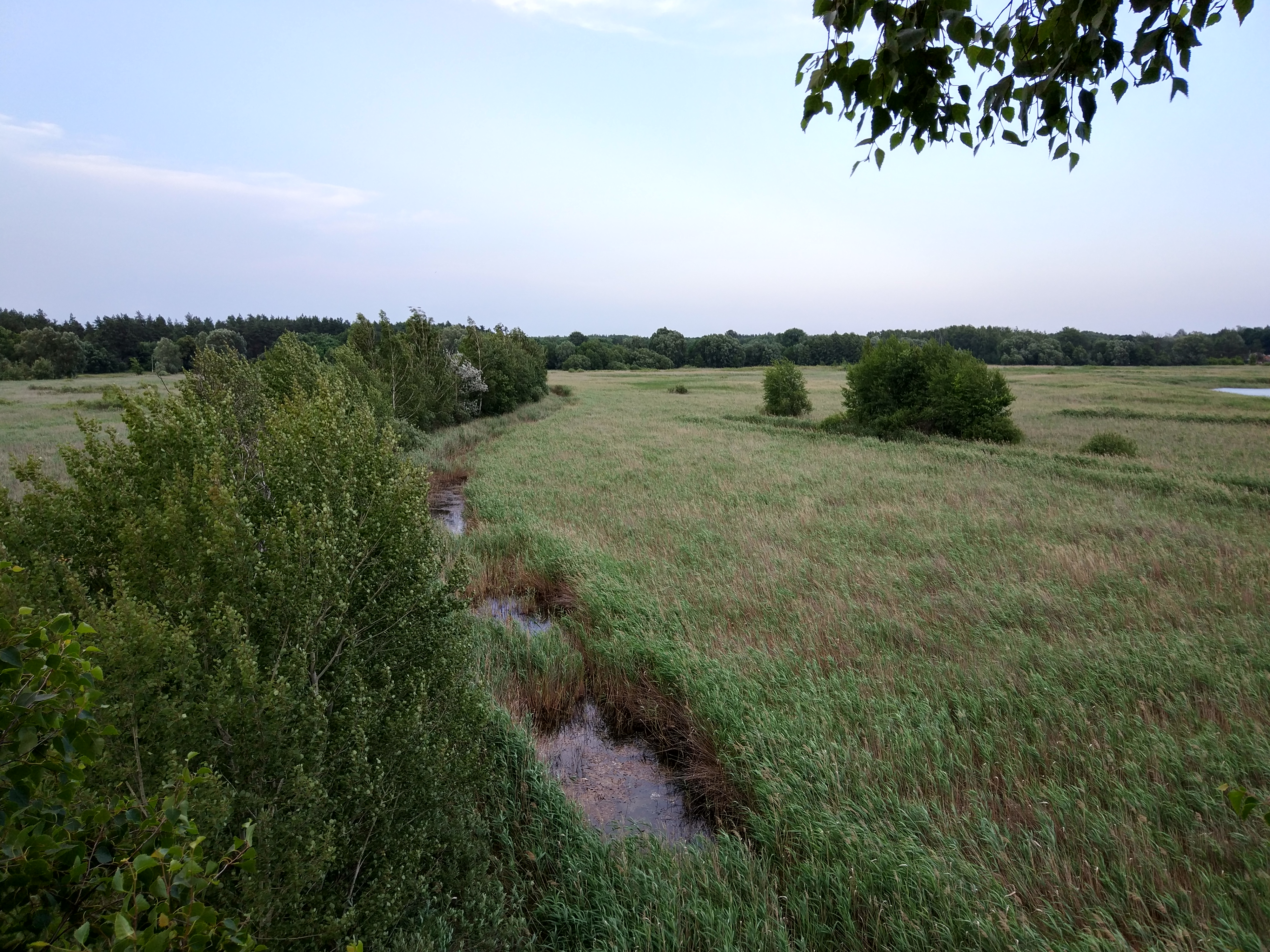
Канал в заростях очерету, 2017 рік
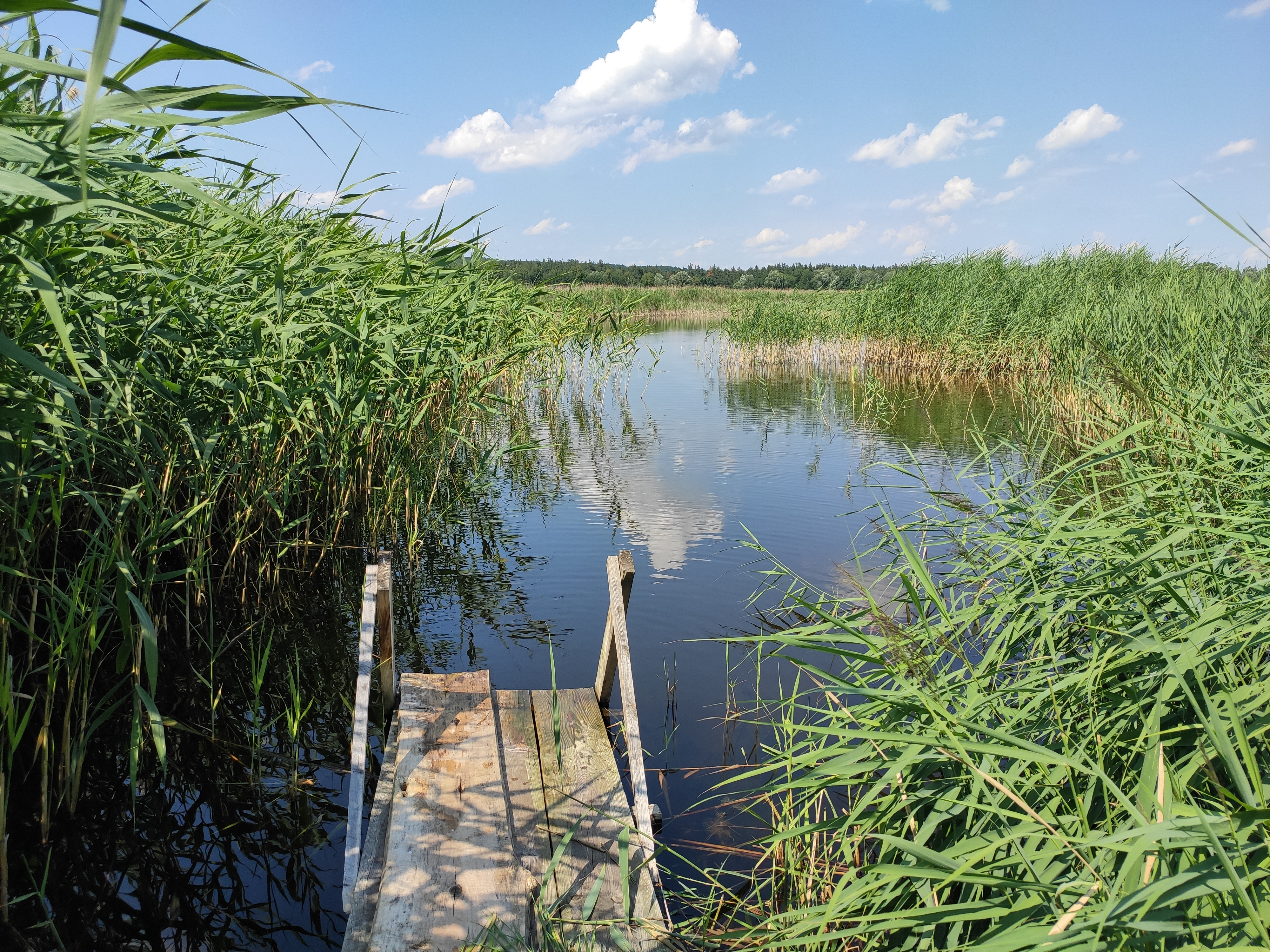
Мостик на плесі озера
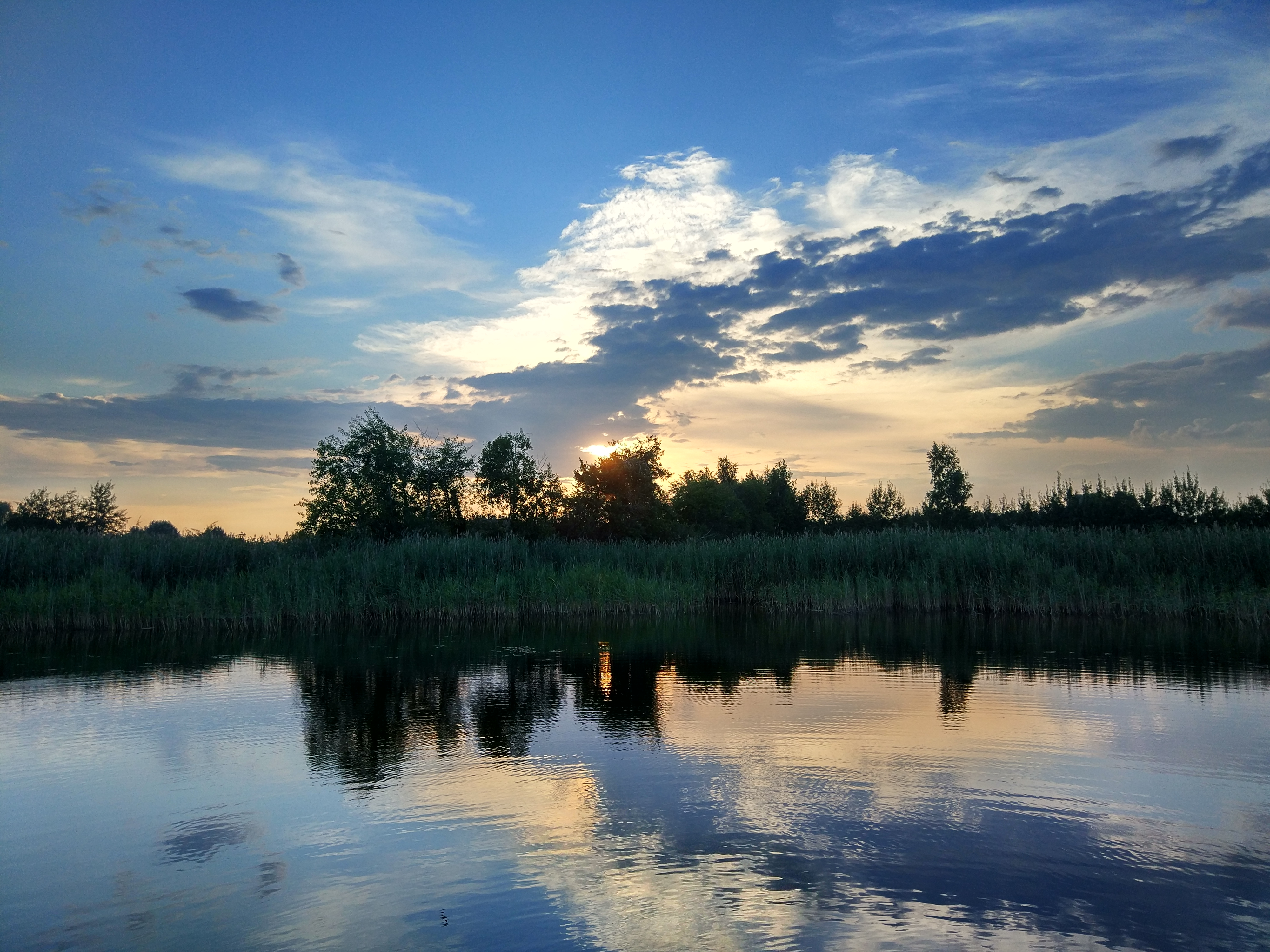
Захід сонця на озері

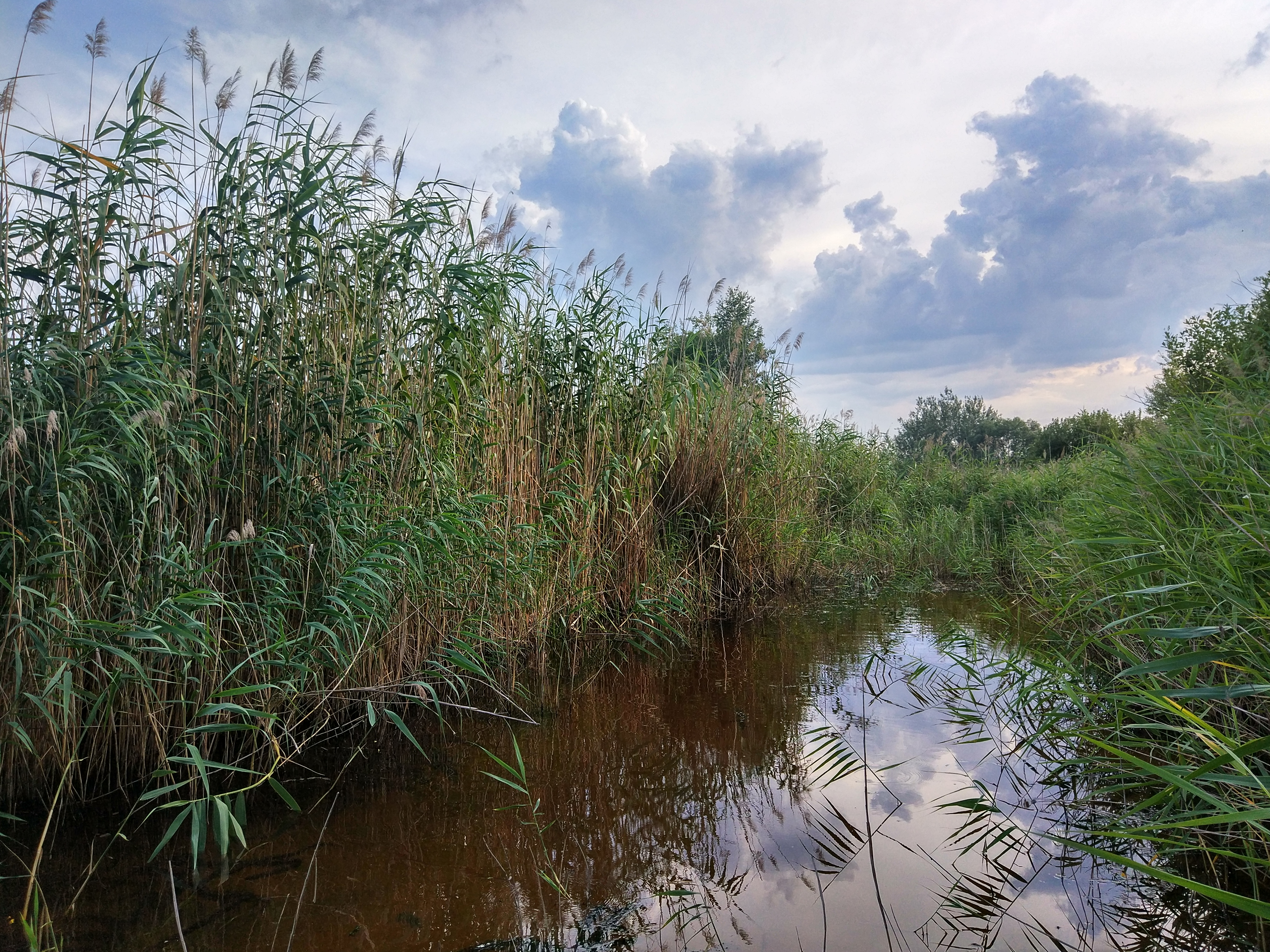
Один з каналів на озері, 2018 рік

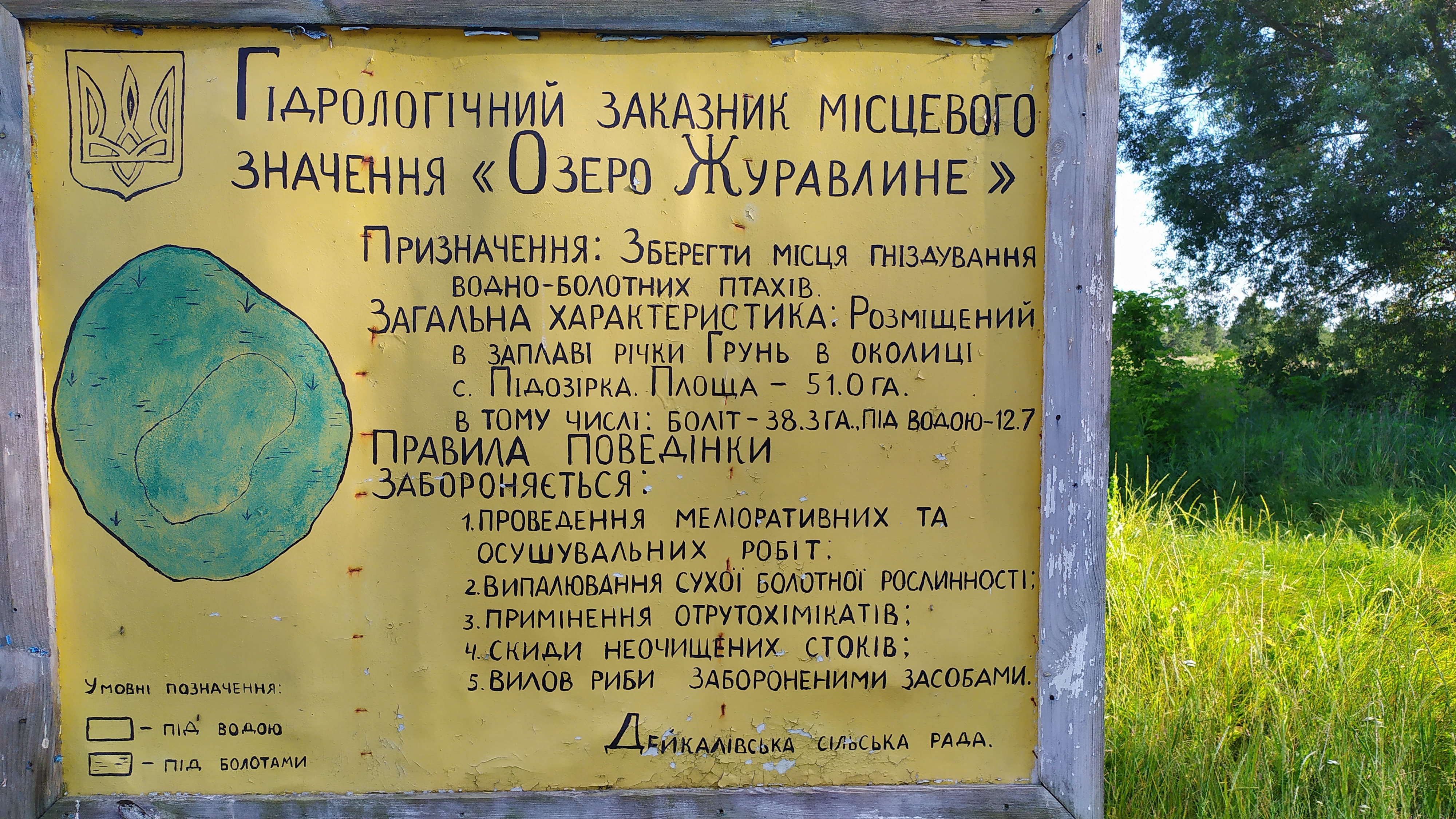
Озеро Журавлине.Табличка
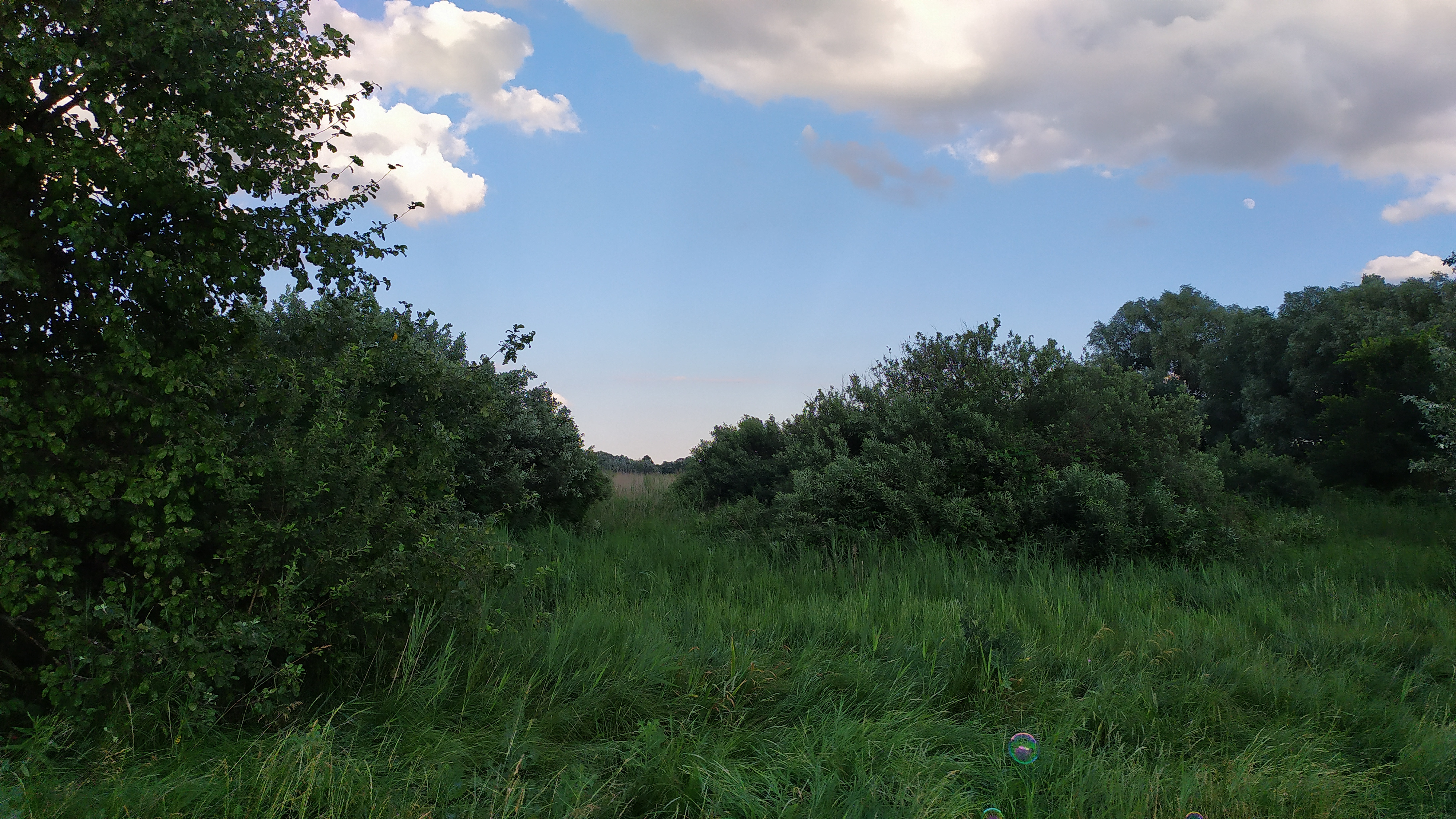
Липень 2020. Гідрологічний заказник "Озеро Журавлине"
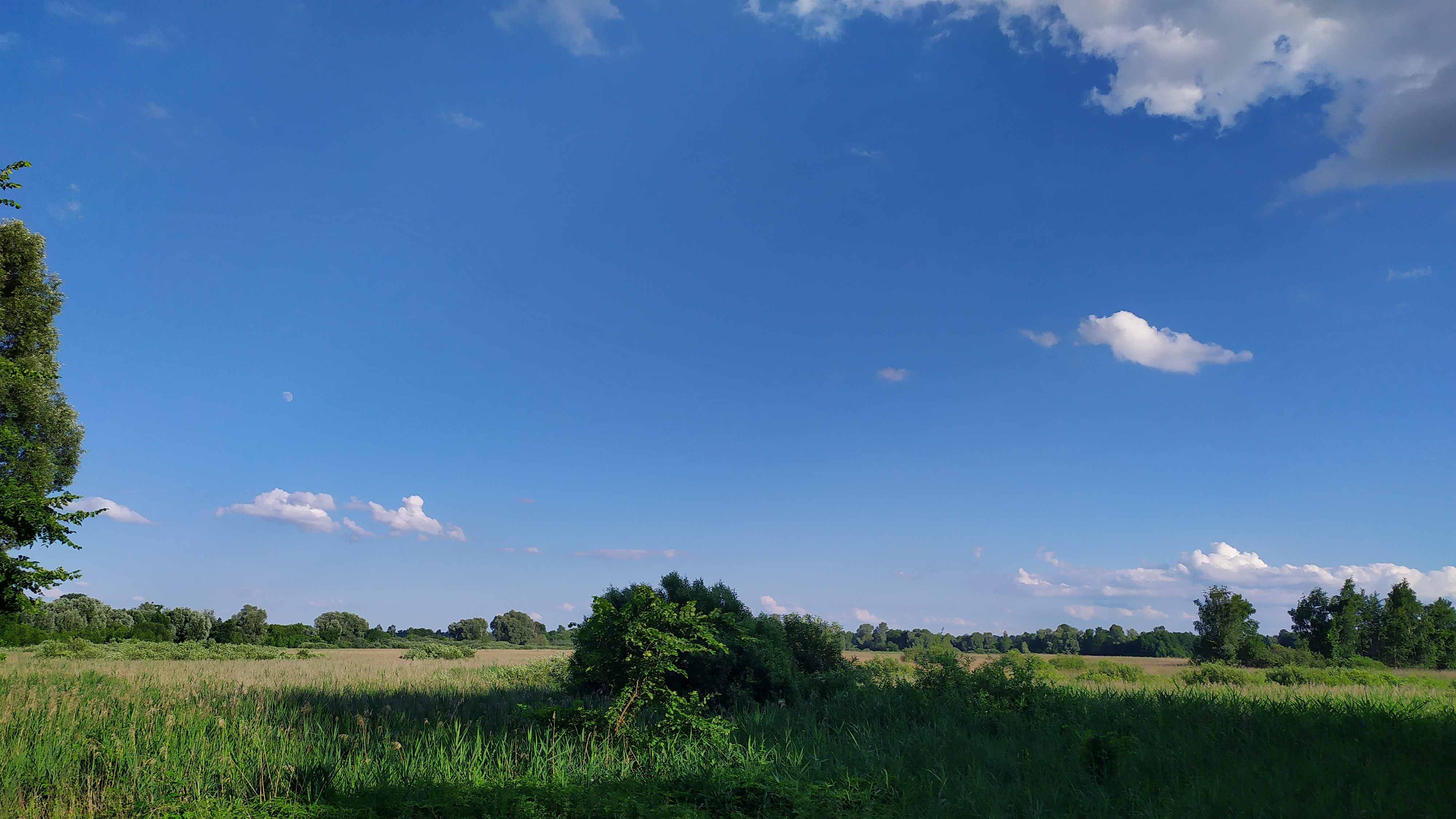
Краєвид